# Rosa Prata
Arnaldo Rosa Prata, conhecido como Rosa Prata (Uberaba, 10 de abril de 1927) é um político brasileiro, agropecuarista, professor e também empresário. Foi prefeito de Uberaba pelo partido Aliança Renovadora Nacional (Arena) entre 1971 e 1973. E foi Deputado Federal Constituinte de 1987 a 1991, pelo PMDB. É filho do fazendeiro João Prata Júnior e de Délia Rosa Prata. Seu primo Alaor Prata e tio-avô Fidélis Reis vêm de uma carreira política, respectivamente, prefeito da cidade do Rio de Janeiro de 1922 a 1926, e deputado federal entre 1921 a 1934.

## Formação
Concluiu, em 1946, os estudos secundários no Colégio Andrews, no Rio de Janeiro, então Distrito Federal. Formou-se em Agronomia, em 1950, pela Universidade Rural do Brasil, atual UFRRJ.

## Vida e carreira
Filho do fazendeiro João Prata Júnior e de Délia Rosa Prata, Arnaldo Rosa Prata nasceu em Uberaba, Minas Gerais, no dia 10 de abril de 1927. Se formou agrônomo em 1950 pela Universidade Rural do Brasil, no Rio de Janeiro, atual Universidade Federal Rural do Rio de Janeiro (UFRRJ).
Ingressou na vida política em 1971, aos 44 anos, elegendo-se prefeito de Uberaba pela legenda da Aliança Renovadora Nacional (Arena). Foi eleito em novembro de 1970 e assumiu o cargo em 31 de janeiro de 1971, o qual deixou dois anos depois. Após o mandato, foi fundador e secretário-geral da Confederação Mundial de Criadores de Zebu, representando a Associação Brasileira de Criadores de Zebu, até 1982. Nesse meio tempo, foi também diretor da Faculdade Zootécnica de Uberaba (1978-1982) e Secretário de Agricultura de Minas Gerais (1983-1986).
Com o fim do bipartidarismo em novembro de 1979, Rosa Prata filiou-se ao Partido Popular (PP), liderado por Tancredo Neves e acabou incorporado ao Partido do Movimento Democrático Brasileiro (PMDB) em 1982. Neste ano, já como peemedebista, concorreu pela segunda vez à prefeitura de Uberaba mas foi derrotado por Vagner do Nascimento. No ano seguinte, em 1983, foi nomeado secretário de Agricultura de Minas Gerais no governo de Tancredo Neves (1983-1984), cargo em que permaneceu até 1986, no governo de Hélio Garcia.
Em novembro de 1986, se elegeu deputado federal constituinte por Minas Gerais na legenda do PMDB, apoiado pela União Democrática Ruralista (UDR), e tomou posse em 01 de fevereiro de 1987, ano em que teve início a Assembleia Nacional Constituinte (ANC). No mesmo ano, Rosa Prata foi suplente na Subcomissão da União, Distrito Federal e Territórios, da Comissão da Organização do Estado, e titular da Subcomissão da Política Agrícola e Fundiária e da Reforma Agrária, da Comissão da Ordem Econômica.
Rosa Prata tentou a reeleição em 1990, pela legenda do Partido das Reformas Sociais (PRS), mas não teve êxito. Deixou, assim, a Câmara dos Deputados em janeiro do ano seguinte, assim como a carreira política como um todo. Desde então, dedicou-se apenas a atividades empresariais no setor agropecuário, em Uberaba.

## Carreira
1951 -  Torna-se agrônomo responsável pelo Departamento de Máquinas Agrícolas da Companhia Comercial Brasileira de São Paulo  
1952 - Torna-se administrador-geral e responsável técnico pelas atividades agropecuárias das fazendas Capivara e Volta Grande
1956 a 1960 - Preside a Sociedade de Agrônomos e Veterinários de Uberaba
1962  a 1966 - Assume a Secretaria Geral da Sociedade Rural do Triângulo Mineiro
1968 a 1970 - Torna-se Presidente Associação Brasileira de Criadores de Zebu (ABCZ), em Uberaba
1970 a 1973 - Elege-se Prefeito de Uberaba pela Aliança Renovadora Nacional (ARENA)
1974 a 1978 - Volta à presidência da ABCZ, onde também foi membro dos conselhos diretivo e fiscal.
1976 - Funda a Confederação Mundial de Criadores de Zebu, onde ocupou o cargo de secretário-geral até 1982
1979 - Filia-se à agremiação liderada por Tancredo Neves, o Partido Popular (PP). E, em 1982, o partido incorporou-se ao PMDB
1982 - Concorre ao cargo de prefeito de Uberaba, mas perde para  Vagner do Nascimento
1983 a 1986 - É nomeado secretário de Agricultura de Minas Gerais
1984 - Viaja, oficialmente, para representar o governo do estado em estudos dos problemas de irrigação, produção agrícola, abastecimento e comercialização de gêneros alimentícios e alternativas energéticas
1986 a 1990 - Elege-se deputado federal constituinte por Minas Gerais, pelo PMDB
1987 - Participa como suplente da Subcomissão da União, Distrito Federal e Territórios, da Comissão da Organização do Estado, e, como titular, da Subcomissão da Política Agrícola e Fundiária e da Reforma Agrária, da Comissão da Ordem Econômica.
1990 - Candidata-se à reeleição como deputado federal,  pelo Partido das Reformas Sociais (PRS). Mas não obtém vitória